# Divizia 2 Vânători (1916-1918)
Divizia 2 Vânători a fost o mare unitate de nivel tactic care s-a constituit la 1/13 ianuarie 1918, în urma deciziei Marelui Cartier General de a grupa cele 10 regimente de vânători în două mari unități de nivel divizie. Constituirea diviziei s-a făcut prin resubordonarea regimentelor de vânători din organica Diviziilor 5, 6, 7, 8 și 10  Infanterie.
La înființare, Divizia 2 Vânători a fost comandată de generalul de brigadă Aristide Lecca. Divizia nu a luat parte la acțiuni militare în campania anului 1918, fiind desființată la 1/13 mai 1918, prin punerea în aplicare a prevederilor Păcii de la București. Divizia a fost remobilizată la 26 octombrie/9 noiembrie 1918, participând ulterior la Operațiile militare postbelice, din Transilvania, sub comanda generalului Gheorghe Dabija.

## Ordinea de bătaie
Divizia 2 Vânători nu era prevăzută a se înființa în planul de mobilizare. 
La constituire, ordinea de bătaie a diviziei era următoarea:

- Divizia 2 Vânători

- Brigada 3 Vânători

- Regimentul 3 Vânători
- Regimentul 7 Vânători
- Regimentul 10 Vânători

- Brigada 4 Vânători

- Regimentul 4 Vânători
- Regimentul 8 Vânători

- Regimentul 32 Artilerie (6 baterii de 76 mm)
- Regimentul 35 Obuziere (3 baterii de obuziere de 122 mm)

Forța combativă a diviziei era de 10 batalioane de infanterie și 9 baterii de artilerie de diferite calibre.:p. 198

## Comandanți
Pe perioada desfășurării Primului Război Mondial, Divizia 2 Vânători a avut următorii comandanți:
| Gradul             | Numele          | Perioada                          | Imagine |
| ------------------ | --------------- | --------------------------------- | ------- |
| General de brigadă | Aristide Lecca  | 1 ianuarie 1918 - 1 mai 1918      |         |
| General de brigadă | Gheorghe Dabija | 28 octombrie 1918 - 3 august 1919 |         |